# Leo Frankowski
Leo Frankowski (ur. 13 lutego 1943, zm. 25 grudnia 2008) – amerykański pisarz kaszubskiego i polskiego pochodzenia specjalizujący się w fantastyce naukowej. 

## Biogram
Frankowski urodził się w Detroit, w rodzinie polskiego (kaszubskiego) pochodzenia.

## Twórczość
Frankowski jest znany głównie z opublikowanej w Stanach Zjednoczonych serii powieści o Conradzie Stargardzie, polskim inżynierze przeniesionym w czasie do XIII-wiecznej Polski. 
Na język polski przetłumaczono natomiast napisaną w 1999 r. powieść "Chłopiec i jego czołg" (ISA, 2002), której bohaterami są m.in. potomkowie kaszubskich kolonistów kosmicznych. Była to pierwsza z trzech części trylogii zaliczanej do gatunku military science fiction (pozostałe dwie nie zostały do tej pory przetłumaczone na polski). Jeszcze przed polskim wydaniem, pojawienie się angielskojęzycznej książki z motywami kaszubsko-fantastycznymi zostało dostrzeżone w polskiej kaszubskiej prasie regionalnej (przez Stanisława Jankego). Książkę i serię pozytywie ocenili Roman Drzeżdżon i Grzegorz Jarosław Schramke. Książkę zrecenzował też Krzysztof Pacyński dla fanzinu Fahrenheit, pisząc, że autor "zręcznie połączył [w niej] elementy przygodowego czytadła dla nieco młodszego czytelnika z opowieścią o nędzy, niesprawiedliwości i wyzysku"